# Henry Jenkins
Henry Jenkins III (Atlanta, 4 de junio de 1958) es un académico estadounidense de los medios de comunicación, actualmente profesor de Comunicación, Periodismo y Artes Cinemáticas, y profesor adjunto en la USC Annenberg School for Communication and Journalism y en la USC School of Cinematic Arts.
Fue ganador del premio Peter de Florez por su labor como Profesor de Humanidades y Co-Director del MIT en el programa de Estudios Comparados de Medios de comunicación con William Uricchio. Es también autor de varios libros, incluyendo Convergence Culture: La cultura de la convergencia de los medios de comunicación, Textual Poachers: Television Fans and Participatory Culture y What Made Pistachio Nuts?: Early Sound Comedy and the Vaudeville Aesthetic.

## Vida personal y educación
Jenkins hizo sus estudios de pregrado en la Universidad Estatal de Georgia, donde realizó una maestría en Periodismo y Ciencias Políticas. Obtuvo su MA en Estudios de comunicación en la Universidad de Iowa y su PhD en Artes de la Comunicación en la Universidad de Wisconsin–Madison. Él y su mujer, Cynthia Jenkins fueron guardianes de la residencia universitaria Senior House en el MIT antes de su reubicación a la Universidad del Sureste de California en julio de 2009. Tienen un hijo, Henry Jenkins IV.

## Campos de investigación
La investigación de Jenkins explora las fronteras entre el texto y el lector, el crecimiento de la cultura fan (fandom) y de la cultura 'hágalo usted mismo' (DIY por sus siglas en inglés), "el proceso de diseño de un universo de ficción que sustentará el desarrollo de la franquicia, uno que sea lo suficientemente detallado para permitir que muchas historias diferentes emerjan, pero lo suficientemente coherente para que se sienta que cada historia encaja con las demás".
Actualmente, Jenkins está implicado en el Proyecto de la Nueva Alfabetización Mediática donde habla de la importancia de evaluar la tecnología que nos rodea, e incorporando la idea de vivir en una cultura participativa. "El marco conceptual de la Nueva Alfabetización Mediática (NML por sus siglas en inglés) incluye una comprensión de los desafíos, nuevas alfabetizaciones mediáticas, y formas participativas. Este marco guía el pensar acerca de cómo proporcionar a los adultos y jóvenes la oportunidad de desarrollar las habilidades, conocimiento, marco ético, y autoconfianza necesaria para ser participes completos en los cambios culturales que están teniendo lugar en respuesta al influjo de las tecnologías de los nuevos medios, y para explorar las transformaciones y las posibilidades que proporcionan estas tecnologías para remodelar la educación." Jenkins introduce una gama de habilidades sociales y competencias culturales que son fundamentales para una participación significativa en la cultura participativa. Términos que discute de forma más extensa incluyen: apropiación, inteligencia colectiva, cognición distribuida, juicio, negociación, networking, performance, simulacro, navegación transmedia, vacío de participación, el problema de transparencia, y el problema ético.
Más recientemente, la investigación de Jenkins se ha concentrado en cómo los individuos mismos aprovechan y combinan las diferentes fuentes mediáticas de la cultura contemporánea. Sugiere que la convergencia mediática debe ser entendida como un proceso cultural, en vez de un punto final tecnológico. Jenkins habla de la convergencia mediática en su libro: Convergence culture: La cultura de la convergencia de los medios de comunicación y la fundación del grupo de investigación del Consorcio sobre la Convergencia Cultural en el programa de los Estudios Comparados de Medios en el MIT.
La investigación de Jenkins también incluye los estudios críticos con respecto al videojuego. En su artículo "Completa libertad de movimiento": Videojuegos como "espacios de juego de género" habla de la geografía cultural de los espacios de videojuego. Investiga en cuanto a lo que atrae a los chicos a los videojuegos y si las chicas deberían sentir la misma atracción. Inspirado por ese tipo de críticas culturales como la de Gilbert Seldes, que creían que el cine fue injustamente victimizado durante algún tiempo por ser un nuevo medio creciente.
También ha escrito extensamente sobre los efectos de la interactividad, particularmente en juegos de computadora, y "juegos educativos", debido a lo cual fue llamado a atestiguar ante el Congreso en 1999. Esto trabajo llevó a la fundación del grupo Education Arcade, también en el programa de Estudios Comparados de Medios del MIT. En 2012 Henry Jenkins fue a una gira de conferencias en Europa Occidental

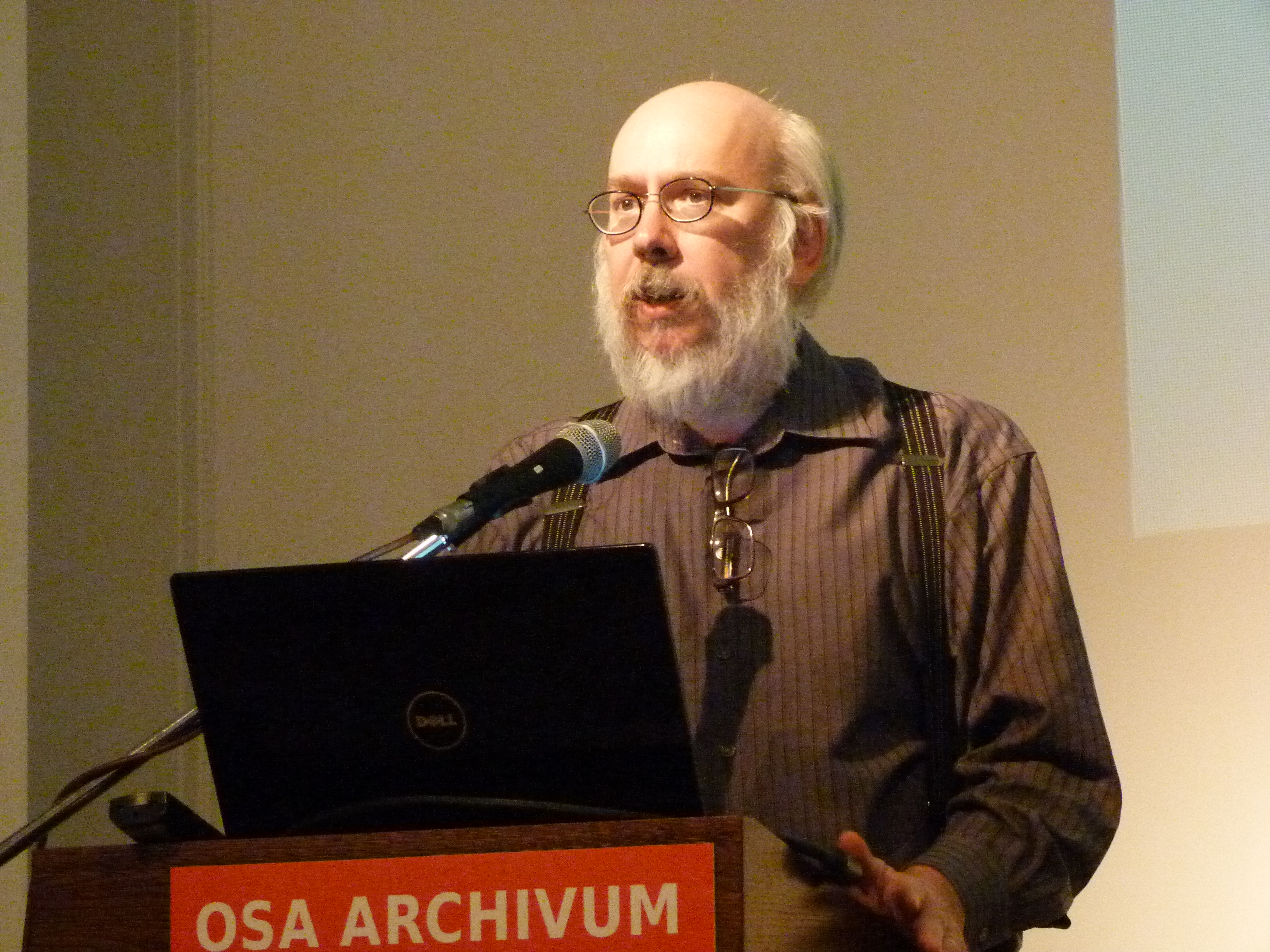
Henry Jenkins visitando Europa Occidental, 2012

Formas de participación cultural según Jenkins:
- Afiliaciones: membresías, formales o informales, en comunidades en línea que se centran alrededor de varios medios, como Friendster, Facebook, tableros de mensajes, metagaming, clanes de juego o MySpace.
- Expresiones: Las cuales producen nuevas formas, como sampleo digital, skinning y modding, creación de videos por fanes, escrituras fan fiction, zines, mash-ups, remix.
- Resolución colaborativa de problemas: trabajar conjuntamente en equipos, de manera formal o informa, para completar tareas y desarrollar nuevo conocimiento (como se hace en Wikipedia, juegos de realidad alternativa, spoiling).
- Circulación: Poner en circulación el flujo de los medios (como el podcasting, blogging, YouTube, etc.)[8]

El trabajo académico de Jenkins ha abarcado una variedad de áreas de investigación que pueden ser categorizadas de la siguiente manera:

### Competencia Mediática
El estudio sobre los medios realizado por Jenkins estuvo enfocado en diferentes medios específicos - el teatro Vaudeville, el cine popular, la television, los comics y los videojuegos - así como en un paradigma estético y estratégico, la narrativa transmedia, que es un marco de referencia para el diseño y la comunicación de historias a través de diferentes medios. En general, el interés de Jenkins por los medios se concentró en la cultura popular. En 1999, Jenkins funda el programa de estudios de competencia mediática en el Instituto Tecnológico de Massachusetts (MIT) como un curso de humanidades aplicado e interdisciplinario apuntado a integrar el estudios de medios contemporáneos (cine, televisión, sistemas digitales) con el entendimiento de la extensa historia de anteriores formas de expresión humana, y pretendía también una síntesis comparativa entre los diferentes medios emergentes de la cultura mediática del siglo 21. El mismo carácter distintivo se encuentra dentro de las investigaciones realizadas por Jenkins sobre la variación en las formas de medios.

#### Vaudeville y el cine popular
El interés de Jenkins en el teatro vaudeville y el cine popular fue un enfoque anterior a su carrera como invertigador - su doctorado en la Universidad de Wisconsin exporaba como las funciones de comedia del vaudeville influenciaron las películas de comedia en 1930, como por ejemplo las de los hermanos Marxs, W.C. Fields y Eddie Cantor. La disertación se convirtió en la base de su libro " What Made Pistachio Nuts?: Early Sound Comedy and the Vaudeville Aesthetic". El argumento clave de Jenkins fue que el teatro vaudeville puso énfasis en la actuación y el impacto emocional que contrastaba con el foco en las películas clásicas de Hollywood en la motivación del personaje y como está contada la historia. La propuesta de Jenkins estuvo parcialmente inspirada por los comentaristas que creían que el cine más primitivo fue injustamente tratado por comentaristas escépticos a su era por ser un nuevo medio popular. También estuvo influenciado por eruditos del cine estético como David Bordwell. Este abordaje lo ayudaría luego a darle forma a su apreciación de los videojuegos como otro de los medios en crecimiento de la cultura popular, postura que atrajo mucha crítica.

#### Estudios sobre el cómic
El cómic continúa siendo uno de los tópicos claves de su escritura académica. El interés de Jenkins en el comic abarca desde los comics de superhéroes hasta el género alternativo. Sus publicaciones incluyen trabajos de Brian Michael Bendis, David W. Mack, Art Spiegelman, Basil Wolverton, Dean Motter, entre otros. En diciembre de 2015, Microsoft Research New England's Social Media Collective reportó que Jenkins está trabajando en un libro nuevo enfocado en los cómics.

#### Estudios sobre videojuegos
La investigación de Jenkins sobre los videojuegos estuvo influenciada por su interés anterior en los debates sobre formas emergentes de medios de cultura popular, así como por su interés paralelo en la cultura infantil. Refiriéndose a "Seven Lively Arts" de Gilbert Seldes (1924), que defendían los méritos estéticos de las artes populares a menudo rechazadas por los críticos que abrazaron el arte elevado y excluyeron el arte popular, Jenkins apodó los videojuegos "The New Lively Art" y argumentó que era un medio crucial para el creciente crecimiento de la cultura digital interactiva. 
Jenkins aporta una perspectiva interdisciplinaria humanista, basándose, por ejemplo, en estudios culturales y estudios literarios. Ejemplos de temas de videojuegos sobre los que ha escrito extensamente incluyen el género de los espacios de videojuegos y las experiencias de juego, los efectos de la interactividad en el aprendizaje y el desarrollo de videojuegos educativos (este trabajo condujo a la creación de la iniciativa Microsoft Games-To-Teach en MIT Comparative Media Studies en 2001, que en 2003 se convirtió en la iniciativa Education Arcade, una colaboración con la Universidad de Wisconsin); y el diseño del juego como una disciplina de la arquitectura narrativa.

#### Debate sobre violencia en videojuegos
El papel de Jenkins en el debate sobre la violencia en los videojuegos ha atraído la atención particular del público. Ha sido defensor de un enfoque de estudios culturales para comprender las representaciones de la violencia en los medios de comunicación, argumentando que "No existe tal cosa como la violencia mediática, al menos no en la forma en que estamos acostumbrados a hablar de ella, como algo que puede ser fácil de identificar, contar y estudiar en el laboratorio. La violencia mediática no es algo que exista fuera de un contexto cultural y social específico ". Jenkins también ha pedido una respuesta pedagógica, culturalmente enfocada a estos temas.
Las opiniones de Jenkins critican las teorías (como el argumento de Jack Thompson) de que los videojuegos que representan violencia hacen que las personas cometan violencia en el mundo real también se han descrito en publicaciones de videojuegos como Next Generation, Electronic Gaming Monthly y Game Informer.

#### Transmedia
Uno de los conceptos más conocidos de Jenkins ha sido el de "narrativas transmedia". Acuñado en 2003, se ha convertido en influencia no solo dentro de la academia sino también en las artes de medios, los círculos de publicidad/ marketing y más allá.
La narración transmedia, escribe Jenkins, es "el arte de hacer mundo", "el proceso de diseñar un universo ficticio que sostendrá el desarrollo de la franquicia, uno lo suficientemente detallado para permitir que surjan muchas historias diferentes pero lo suficientemente coherentes para que cada historia se sienta como si encaja con los demás "; y de manera crucial, estas diferentes historias o fragmentos de historias se pueden difundir en diferentes plataformas de medios que alientan a los usuarios que participan en la experiencia de la historia a explorar un ecosistema de medios más amplio para armar una comprensión más completa y profunda de la narrativa.
Sobre la base de sus estudios sobre los fanáticos de los medios y la cultura participativa, Jenkins enfatizó que las estrategias de narrativa transmedia son muy adecuadas para aprovechar la inteligencia colectiva de los usuarios de los medios. Jenkins también enfatizó que la transmedia no es un fenómeno nuevo, por ejemplo, se pueden encontrar ejemplos antiguos en la religión, pero las capacidades de las nuevas tecnologías digitales y de internet para la participación colectiva de la audiencia en muchas plataformas de medios diferentes han hecho que el enfoque sea más poderoso y pertinente. Los principios de la narración transmedia también se han aplicado a otras áreas, incluida la educación transmedia y la marca transmedia, por ejemplo a través de iniciativas lideradas por Jenkins en el Laboratorio de Innovación Annenberg de la USC.
Henry Jenkins define así el concepto:

La narración transmediática representa un proceso en el que los elementos integrales de una obra de ficción se esparcen sistemáticamente a través de muchos canales de distribución con el propósito de crear una experiencia de entretenimiento unificada y coordinada. Lo ideal es que cada medio proporcione su propia contribución original al desarrollo de la historia. Así, por ejemplo, en la franquicia The Matrix, las piezas clave de información se transmiten a través de tres películas de imagen real, una serie de cortos animados, dos colecciones de historias de comic, y varios videojuegos. No hay una sola fuente o texto plenamente abarcador al que uno pueda referirse para adquirir toda la información requerida para comprender el universo de Matrix.
 Henry Jenkins

### Cultura Participativa
La cultura participativa ha sido una preocupación general de gran parte del trabajo académico de Jenkins, que se ha centrado en el desarrollo de la teoría y los principios de la práctica mediática, a través de los cuales los usuarios de medios se entienden principalmente como participantes activos y creativos. Este compromiso participativo se considera cada vez más importante debido a la mayor capacidad de comunicación interactiva y en red de las tecnologías digitales e internet. Jenkins describió los fenómenos sociales creativos que surgieron como una cultura participativa y es considerado uno de los principales académicos especializados en este tema; vea, por ejemplo, su libro 2015 Cultura participativa en una era en red: una conversación sobre juventud, aprendizaje, comercio y Política coautoría con Mimi Ito y Danah Boyd. Jenkins ha destacado el trabajo del estudioso de los medios John Fiske como una gran influencia, particularmente en esta área de cultura participativa.

#### Estudios sobre fanes
El trabajo de Jenkins sobre la cultura de los fans surge de sus intereses académicos en la cultura popular y los medios de comunicación, así como la reflexión sobre sus propias experiencias como fanático de los medios. Esto también dio forma a su interés y comprensión de la cultura participativa. Jenkins se describió a sí mismo como un "aca-fan", un término que apareció a principios de la década de 1990, que se le atribuye por haber ayudado a popularizar más ampliamente (junto con el concepto de "fanático académico" de Matt Hills en su trabajo de 2002 Fan Cultures) para describir a un académico que identifica y escribe conscientemente como fanático. El libro de Jenkins de 1992, Textual Poachers: Television Fans and Participatory Culture es considerado como un trabajo fundamental sobre la cultura del fanático que ayudó a establecer su legitimidad como un tema serio para la investigación académica, no solo en estudios de televisión sino más allá. La investigación de Jenkins en Textual Poachers mostró cómo los fanáticos construyen su propia cultura al apropiarse y remezclar - "poaching" - contenido de la cultura de masas. A través de esta "caza furtiva", los fanáticos llevaron a cabo actividades culturales tan creativas como repensar cuestiones de identidad personal como el género y la sexualidad; escribir historias para cambiar el foco en los personajes secundarios de un "mundo de historia" de los medios; Producir contenido para ampliar las líneas de tiempo de un mundo de historias; o rellenar escenas perdidas en las narraciones oficiales del mundo de la historia para satisfacer mejor a la comunidad de fanáticos.

#### Nuevas alfabetizaciones mediáticas
Sobre la base de su trabajo en cultura participativa, Jenkins ayudó a liderar Project New Media Literacies (NML), una parte de una iniciativa de investigación digital de 5 años financiada por la Fundación MacArthur que se anunció en 2006. La meta de NML fue desarrollar materiales instructivos diseñados para ayudar a preparar a los jóvenes a participar significativamente en el nuevo entorno de los medios. Como Jenkins lo explicó: "El marco conceptual de NML incluye una comprensión de los desafíos, nuevas alfabetizaciones mediáticas y formas participativas. Este marco guía el pensamiento sobre cómo brindarles a los adultos y jóvenes la oportunidad de desarrollar las habilidades, el conocimiento, el marco ético y el yo -la confianza necesaria para ser participantes plenos en los cambios culturales que se están produciendo en respuesta a la afluencia de nuevas tecnologías de los medios y para explorar las transformaciones y las posibilidades que ofrecen estas tecnologías para reformar la educación ". Jenkins presenta una variedad de habilidades sociales y competencias culturales que son fundamentales para una participación significativa en una cultura participativa. Las nuevas áreas de alfabetización mediática que recibieron definiciones particulares de este proyecto incluyen: apropiación (educación), inteligencia colectiva, cognición distribuida, juicio, negociación, trabajo en red, desempeño, simulación, navegación transmedia, brecha de participación, problema de transparencia y el problema de la ética.

#### Convergencia Cultural
Desde su trabajo en los estudios de fanáticos, que condujo a su libro de 1992 Textual Poachers, la investigación de Jenkins en varios temas puede entenderse como una continuación de un tema general. Este tema de investigación aborda cómo los grupos y las comunidades en la cultura participativa en línea y en los medios digitales ejercen su propia agencia. Dicha agencia se ejerce aprovechando y combinando numerosas fuentes y canales de medios diferentes, tanto en formas oficialmente aprobadas como no aprobadas; cuando los fanáticos o los usuarios trabajan como comunidades para aprovechar su experiencia combinada, se genera un proceso de inteligencia colectiva. Uno de los argumentos clave de Jenkins es que, dados estos fenómenos culturales, los investigadores y profesionales de los medios entienden mejor la convergencia de los medios como un proceso cultural, más que como un punto final tecnológico. El trabajo clave en el desarrollo de Jenkins de este argumento fue su libro de 2006 Convergence culture: La cultura de la convergencia de los medios de comunicación. Como se describe en este libro, la cultura de convergencia surge del paisaje de los medios post-emisión de la era digital, donde el público está fragmentado por la proliferación de canales y plataformas, mientras que los usuarios de medios tienen más poder que nunca para participar y colaborar, a través de diversos canales y plataformas, en contenido creación y difusión a través de su acceso a redes en línea e interactividad digital.
Para ayudar a aplicar las ideas del paradigma de la cultura de convergencia a la industria, fundó el Consorcio de Cultura de Convergencia, que más tarde pasó a denominarse Consorcio de Futuros de Entretenimiento, una iniciativa de investigación en 2005 cuando fue director del programa de Estudios Comparativos de Medios en el MIT. A partir de 2006, el Consorcio lanzó la conferencia anual Futures of Entertainment en el MIT para una audiencia académica y de la industria combinada. En 2010, se lanzó una conferencia académica híbrida anual entre la academia y la industria, Transmedia Hollywood (rebautizada como Transforming Hollywood en 2014) auspiciada por USC y UCLA.

#### Medios propagables
Sobre la base de su trabajo sobre la cultura de convergencia, así como una consecuencia directa de las conversaciones entre la industria y la academia fomentadas por el Consorcio de Cultura de Convergencia, Jenkins desarrolló el concepto de medios de difusión como alternativa a los medios y memes virales para uso tanto de académicos de los medios de comunicación. (Esto condujo a su libro 2013 Spreadable Media: Creando significado y valor en una cultura en red, coescrito con Sam Ford y Joshua Green). La idea de los medios virales o memes usa metáforas que dejan poco espacio para una agencia deliberada, mientras que la idea de difusión de Jenkins se centra en la agencia activa del usuario de medios ordinarios para compartir, distribuir, crear y / o remezclar contenido multimedia. Este enfoque en el usuario de medios activos se entiende a través de este concepto como cada vez más crucial en los paisajes de medios digitales en línea / digitales donde la cultura participativa es más importante que nunca y donde el dominio de la distribución de contenido de medios a gran escala está estrechamente controlado por dueños corporativos o gubernamentales. ha sido socavado por el aumento de la circulación de base. La idea de la capacidad de propagación también contrasta con la idea de "rigidez" en la estrategia de los medios, que requiere agregar y mantener la atención en sitios web particulares u otros canales de medios, Spreadability en su lugar llama a los estrategas de medios a comprender cómo sus audiencias y usuarios dispersarán activamente el contenido, utilizando redes formales e informales, no siempre aprobadas.

#### Política participativa (Cívica y activismo juvenil)
Jenkins lideró las iniciativas de Caminos Cívicos y Medios de Comunicación, Activismo y Política Participativa (MAPP) en la USC Annenberg desde 2009, trabajo apoyado en parte por la iniciativa MacArthur Foundation Digital Media & Learning sobre Juventud y política participativa. El enfoque de estas iniciativas relacionadas ha estado en el estudio de innovadoras prácticas de medios digitales y en línea en movimientos cívicos y de activismo liderados por jóvenes y se basa en el trabajo anterior de Jenkins sobre las culturas de fanes, las comunidades en línea y la cultura participativa. En 2016, se publicó Any Any Media Necessary: The New Youth Activism, un libro coescrito por Jenkins y basado en el trabajo de Civic Paths y MAPP.

#### Cultura infantil
Un enfoque de la carrera académica anterior de Jenkins fue la cultura infantil, que él definió como "cultura popular producida para, por y / o sobre niños ... la arena central a través de la cual construimos nuestras fantasías sobre el futuro y un campo de batalla a través que luchamos por expresar agendas ideológicas competitivas ". Los temas clave en la investigación de la cultura infantil de Jenkins incluyen a los niños como consumidores de los medios, estudios de videojuegos, la historia de la crianza de los hijos, la construcción cultural de la inocencia infantil y los debates sobre la violencia mediática.

## Críticas
La concepción de Jenkins sobre la convergencia de los medios y, en particular, sobre la cultura de convergencia, ha inspirado mucho debate.
En 2011, un número especial de la revista académica Cultural Studies se dedicó a la discusión crítica de la noción de convergencia de Jenkins. Con el título 'Repensar' Convergencia / Cultura ', el volumen fue editado por James Hay y Nick Couldry. Hay y Couldry identifican algunas de las principales críticas académicas del trabajo de Jenkins sobre la cultura de la convergencia. Son: un énfasis excesivo en el potencial participativo de los usuarios; una subestimación de la lógica intrínsecamente corporativa de la convergencia; una consideración insuficiente del panorama de los medios más amplios, con su dinámica de poder correspondiente, en la cual el usuario se compromete con la convergencia; y una visión demasiado optimista de la contribución democrática de la convergencia.
Jenkins publicó una respuesta detallada en una edición de 2014 de la misma revista (también publicada en línea por la revista en 2013): 'Repensar" "Repensar la Convergencia / Cultura "'- contrarrestando las críticas expuestas en el número especial y aclarando aspectos de su trabajo .

### Agencia de usuarios restringidos y corporación
Una crítica destacada en el tema de Estudios Culturales que critica la explicación de la cultura de convergencia de Jenkins es que exagera el poder del usuario en una esfera mediática convergente. Jenkins argumenta que la convergencia representa un cambio fundamental en la relación entre productores y consumidores del contenido de los medios. Con la transición de consumidores supuestamente pasivos a activos, el papel y la agencia de los consumidores se han redefinido, con un enfoque en su capacidad para interactuar con el contenido de los medios en sus propios términos. La capacidad de estos "nuevos" (la novedad y la sustantividad de este empoderamiento es discutida por algunos críticos) empoderó a las audiencias para migrar al contenido con el que deseaban participar era central en la afirmación de Jenkins de que la convergencia está modificando la lógica cultural de los medios, dando a lo que denominó "cultura participativa". La cultura participativa se deriva del reemplazo del consumidor de medios supuestamente pasivo por un nuevo usuario activo de los medios en una esfera en línea, que ya no se rige por la dinámica unidireccional de los medios de comunicación tradicionales sino por la dinámica de interactividad bidireccional. Estas críticas interpretaron la explicación de Jenkins como una concepción tecnooptimista de la agencia de estos usuarios y, por lo tanto, la consideraron altamente polémica. La descripción de Jenkins de la dinámica de los medios de comunicación tradicionales y la pasividad subsiguiente de la audiencia se critica como simplista porque subraya las virtudes de la interactividad sin considerar las estructuras de poder de la vida real en las que los usuarios existen. En su respuesta de 2014, Jenkins rechazó la caracterización de su trabajo por parte de los críticos como techno-optimista o tecno-determinista, destacando que los resultados del cambio social y tecnológico actual aún están por determinarse. También argumentó que sus críticos confunden la interactividad (preprogramada en la tecnología) y la participación (emergente de factores sociales y culturales). Jenkins también respondió que ha habido un nivel significativo de reconocimiento del contexto más amplio de las estructuras de poder fuera de línea a lo largo de su estudio.
El argumento de Nico Carpentier en el tema de Estudios Culturales especiales fue que lo que él ve como la "combinación de interacción y participación" de Jenkins es engañosa: las oportunidades de interacción han aumentado, pero el ambiente de medios corporativos y conglomerados que la convergencia ha facilitado y producido , restringe la capacidad de los usuarios para participar genuinamente en la producción, o coproducción, de contenido, debido a la lógica de los sistemas de medios de ganancia comercial. Esto concuerda con los modelos comerciales tradicionales de los medios de comunicación, que buscaban una audiencia estática y fácilmente cuantificable. En 2012-3, Carpentier y Jenkins tuvieron un diálogo extenso que aclaró que sus perspectivas realmente tenían un terreno muy común, lo que llevó a su coautoría de un artículo de revista sobre las distinciones entre participación e interacción y cómo los dos conceptos están vinculados con poder.
Mark Andrejevic también criticó a Jenkins en el número especial de 2011, haciendo hincapié en que la interactividad puede verse como la provisión de información detallada del usuario para la explotación por parte de los vendedores en la economía afectiva, a la que los usuarios mismos voluntariamente se someten. Y según la crítica de Ginette Verstraete al trabajo de Jenkins en el mismo tema, las herramientas de la convergencia mediática son inextricablemente corporativas en su propósito y función, incluso la generación de significados alternativos a través de la co-creación está necesariamente contenida dentro de un sistema comercial donde " El objetivo es la generación de capital y poder a través de la difracción ". Por lo tanto, la agencia de usuarios habilitada por la convergencia de medios siempre está restringida.
Esta crítica de la cultura de convergencia como la facilitación de la privación del derecho de voto del usuario, es asumida por Jack Bratich, quien argumenta que la convergencia puede, en lugar de forzar e inherentemente facilitar la democracia (como la posición de Jenkins es interpretada por Bratich) puede lograr lo contrario. Este énfasis en la convergencia como restricción de las capacidades de quienes se comprometen con él también lo hace Sarah Banet-Weiser en referencia a la mercantilización de la creatividad. Argumenta que como la convergencia es "un elemento crucial para la lógica del capitalismo", la democratización de la capacidad creativa que ha sido posible gracias a la convergencia mediática, a través de plataformas como YouTube, tiene un propósito comercial. En esta cuenta, los usuarios se convierten en trabajadores y la gran mayoría de los resultados creativos habilitados para la convergencia, en virtud de las plataformas basadas en los beneficios en los que se lleva a cabo, pueden verse como un subproducto del imperativo de ganancias. A diferencia de las perspectivas de Bratich y Banet-Weiser, en la respuesta de Jenkins de 2014 al tema especial crítico, escribió que "estas nuevas plataformas y prácticas potencialmente permiten formas de acción colectiva que son difíciles de lanzar y mantener bajo un modelo de transmisión, sin embargo, estos las plataformas y las prácticas no garantizan ningún resultado particular, no necesariamente inculcan los valores democráticos o desarrollan normas éticas compartidas, no necesariamente respetan y valoran la diversidad, no proporcionan necesariamente recursos educativos clave y no garantizan que cualquiera escuche cuando los grupos hablan sobre injusticias con las que se encuentran ". La posición de Jenkins es que él ha argumentado consistentemente, incluso en su libro Convergence Culture de 2006, contra cualquier resultado inherente a la convergencia.

### Enfoque limitado
Catherine Driscoll, Melissa Gregg, Laurie Ouellette y Julie Wilson se refieren al trabajo de Jenkins en el número especial de 2011 como parte de su desafío al marco más amplio de la convergencia mediática. Argumentan que la sumisión voluntaria del usuario a los intereses corporativos que alimentan la convergencia mediática también se considera como la lógica de la convergencia, que está, en gran medida, informada por la lógica del capitalismo, aunque en un entorno en línea, perpetuando la explotación en curso de las mujeres a través de una réplica del trabajo "libre" integrado en las expectativas sociales de las mujeres. Y Richard Maxwell y Toby Miller en el mismo tema también hacen referencia al trabajo de Jenkins para criticar el discurso más amplio de la convergencia mediática, argumentando que la lógica de la convergencia es una de incesante crecimiento e innovación que inevitablemente prefiere comercial a intereses individuales (Jenkins '2014 respuesta, él contesta que a lo largo de su erudición ha enfatizado la agencia colectiva, no la agencia individual). Además, Maxwell y Miller argumentan que las discusiones predominantes sobre la convergencia han atendido el nivel micro del progreso tecnológico sobre el macro nivel de explotación económica desenfrenada, a través de conceptos como 'playbour' (trabajo proporcionado gratuitamente por los usuarios cuando interactúan con el mundo en línea) lo que resulta en un enfoque dominante en el Global North que ignora las condiciones materiales a menudo aborrecibles de los trabajadores en el Sur Global que alimentan la proliferación en curso del capitalismo digital.

### Contribución democrática
En su contribución al tema especial de Estudios Culturales que criticaba el trabajo de Jenkins sobre la convergencia, Graeme Turner abogó por la necesidad de desconfiar de cualquier explicación abiertamente optimista sobre los impactos de la cultura de convergencia. Aunque no se puede negar, argumenta, que la idea de convergencia tiene "su corazón en el lugar correcto", buscando el "empoderamiento para el individuo ... el potencial democratizador de los nuevos medios, y ... [el deseo de] lograr algo más socialmente útil que el éxito comercial ", no hay garantías de que nada de esto sea alcanzable. En su respuesta de 2014 a tales críticas, Jenkins reconoció que "mis experiencias en la intervención han atemperado algunas de las exuberancias que las personas han identificado en Convergence Culture con una comprensión más profunda de lo difícil que será hacer que el cambio ocurra ... También he desarrollado una apreciación más profunda de todos los desafíos sistémicos y estructurales a los que nos enfrentamos al cambiar la forma en que operan las instituciones establecidas, todo el pensamiento anticuado y arraigado que hace que la reforma más razonable de las prácticas establecidas sea difícil de lograr ... "

### "Más cultura participativa"
En la respuesta de Jenkins de 2014 a la edición especial de 2011, él replicó argumentos como los de Turner, al afirmar que si bien aún no conocemos el alcance total del impacto de la convergencia, estamos "mejor si permanecemos abiertos a nuevas posibilidades y modelos emergentes" . Sin embargo, Jenkins también estuvo de acuerdo en que su concepción original de la cultura participativa podría ser demasiado optimista sobre las posibilidades de convergencia. También sugirió que la frase revisada de "cultura más participativa", que reconoce el potencial radical de la convergencia sin caracterizarla pesimista como una herramienta de "capitalismo de consumo [que] siempre contendrá completamente todas las formas de resistencia de base". Tal pesimismo, en esta visión, repetiría el error determinista de la cuenta demasiado optimista. Como Jenkins escribió en su respuesta de 2014: "Hoy en día, tengo muchas más probabilidades de hablar sobre un impulso hacia una cultura más participativa, reconociendo cuántas personas aún están excluidas incluso de las oportunidades más mínimas para la participación dentro de la cultura en red, y reconociendo esa nueva las tácticas de base se enfrentan a una gama de estrategias corporativas que buscan contener y mercantilizar el deseo popular de participar. Como consecuencia, las elites todavía ejercen una influencia más poderosa en la toma de decisiones políticas que las redes de base, incluso si estamos viendo nuevas formas de afirmar perspectivas alternativas en el proceso de toma de decisiones ".

## Reconocimientos
Las revistas Electronic Gaming Monthly y Game Informer, solicitaron su opinión con respecto a los efectos de la violencia en los videojuegos. Jenkins ofreció una perspectiva muy diferente a la de Jack Thompson.
El 12 de mayo de 2009, fue creada y lanzada una obra de arte para redes sociales llamada Will Henry Jenkins Hear About It? (¿Henry Jenkins escuchará esto?). Se trataba de botellas en el mar con el mensaje: "Will Henry Jenkins Hear About It?". Dicho mensaje fue publicado a través de diferentes redes sociales para ver si Henry Jenkins encontraría el mensaje.

## Obras

### En inglés
- Jenkins, Henry (1992). What Made Pistachio Nuts?: Early Sound Comedy and the Vaudeville Aesthetic. New York: Columbia University Press. p. 416. ISBN 0-231-07855-2.
- Jenkins, Henry (1992). Textual Poachers: Television Fans & Participatory Culture. Studies in culture and communication. New York: Routledge. p. 343. ISBN 0-415-90571-0.
- Jenkins, Henry (1995). Classical Hollywood Comedy. AFI film readers. New York: Routledge. p. 430. ISBN 0-415-90639-3.
- Jenkins, Henry (ed. with Justine Cassell) (1998). From Barbie to Mortal Kombat: Gender and Computer Games. Cambridge, Mass: MIT Press. p. 360. ISBN 0-262-03258-9.
- Jenkins, Henry (1998). The Children's Culture Reader. New York: New York University Press. p. 532. ISBN 0-8147-4231-9.
- Jenkins, Henry (2002). Hop on Pop: The Politics and Pleasures of Popular Culture. Duke University Press. p. 748. ISBN 0-8223-2737-6.
- Jenkins, Henry (2003). Rethinking Media Change: The Aesthetics of Transition. Media in transition. Cambridge, Mass.: MIT Press. p. 404. ISBN 0-262-20146-1.
- Jenkins, Henry (ed. with David Thorburn) (2003). Democracy and New Media. Cambridge, Mass.: MIT Press. p. 385. ISBN 0-262-10101-7.
- Jenkins, Henry (2006). Convergence Culture: Where Old and New Media Collide. New York: New York University Press. p. 308. ISBN 0-8147-4281-5.
- Jenkins, Henry (2006). Fans, Bloggers, and Gamers: Exploring Participatory Culture. New York: New York University Press. p. 279. ISBN 0-8147-4284-X.
- Jenkins, Henry (2012), «Quentin Tarantino's Star Wars? Digital Cinema, Media Convergence, and Participatory Culture.»,  en Durham, Meenakshi Gigi; Kellner, Douglas, eds., Media and cultural studies: keyworks, Malden: Wiley-Blackwell, pp. 567-568, ISBN 9780470658086.
- Jenkins, Henry (2007). The Wow Climax: Tracing the Emotional Impact of Popular Culture. New York: New York University Press. p. 285. ISBN 0-8147-4282-3.
- Jenkins, Henry (2006). Confronting the Challenges of Participatory Culture: Media Education for the 21st Century. Chicago, Illinois: New York University Press. p. 68. Archivado desde el original el 10 de octubre de 2010. Consultado el 23 de febrero de 2015.
- Jenkins, Henry; Ito, Mizuko; boyd, danah (2016). Participatory Culture in a Networked Era: A Conversation on Youth, Learning, Commerce, and Politics. Blackwell Publ. p. 160. ISBN 0745660711.

### En español
- Jenkins, Henry (2008). Convergence Culture: La cultura de la convergencia de los medios de comunicación. España: Paidós Ibérica. p. 400. ISBN 9788449321535.
- Jenkins, Henry (2009). Fans, bloggers y videojuegos: La cultura de la colaboración. España: Paidós Ibérica. p. 336. ISBN 9788449322587.
- Jenkins, Henry (2010). Piratas de textos: Fans, cultura participativa y televisión. España: Paidós Ibérica. p. 384. ISBN 9788449324055.